# Rejon pohrebyszczeński

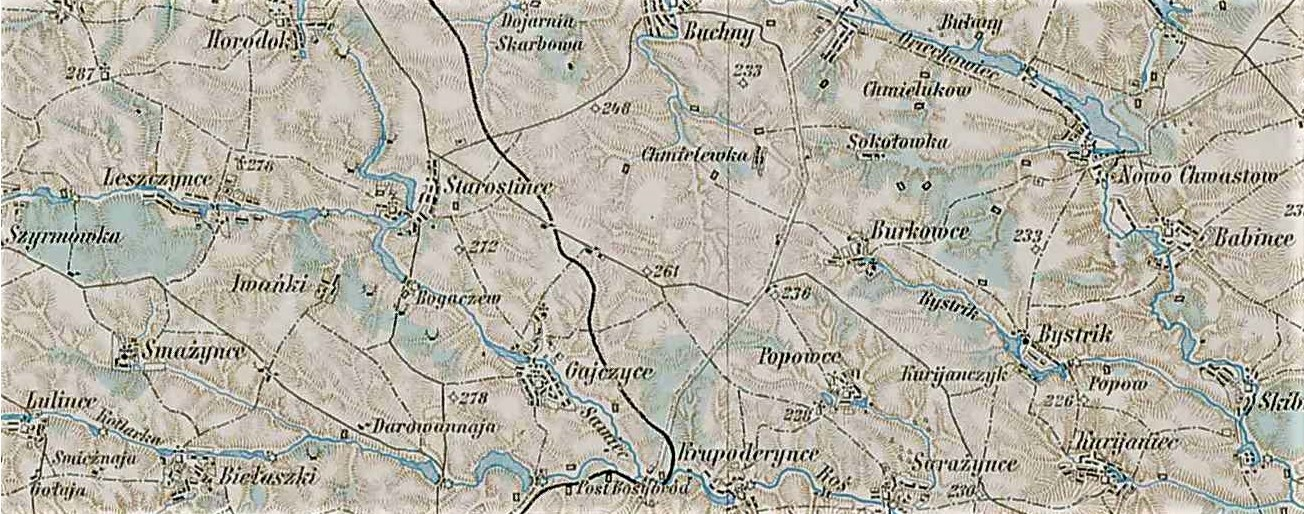
Fragment rejonu na mapie z 1910

Rejon pohrebyszczeński – dawna jednostka administracyjna w składzie obwodu winnickiego Ukrainy.
Powstał w 1965. Miał powierzchnię 1199 km² i liczył około 38 tys. mieszkańców. Siedzibą władz rejonu było miasto Pohrebyszcze.
W skład rejonu wchodziły jedna miejska rada oraz 26 silskich rad, obejmujących 57 wsi i pięć osad.

## Miejscowości rejonu
- (Адамівка)
- Andruszówka[1] (Андрушівка)
- Babynci[2] (Бабинці)
- Bystrzyk (Бистрик)
- Białaszki (Білашки)
- Borszczahówka[3] (Борщагівка)
- Bułhaje (Булаї)
- Burkowce (Бурківці)
- Buchny (Бухни)
- (Черемошне)
- Dziuńków (Дзюньків)
- Dołoteckie[4] (Долотецьке) cz. Довгалівки
- (Довгалівка)
- (Довжок)
- (Філютка)
- Hopczycia[5] (Гопчиця)
- (Григорівка)
- Iwańki (Іваньки)
- (Юнашки)
- Krupoderyńce (Круподеринці)
- Kuleszów[6]  (Кулешів)
- Kuryaniec[7] (Кур'янці)
- (Левківка)
- Leszczyńce (Ліщинці)
- (Малинки)
- Mączyn[8] (Мончин)
- Morozówka (Морозівка)
- Nadrossia (Надросся, dawniej Żydowce[9], Чапаєвка)
- Nowochwastów (Новофастів)
- (Обозівка)
- Ozerna (Озерна)
- (Ординці)
- (Очеретня)
- (Павлівка)
- (Паріївка)
- (Педоси)
- Plisków (Плисків)
- Pohrebyszcze (Погребище)
- (Погребище Друге)
- (Погребище Перше)
- (Розкопане)
- Sarażyńce (Саражинці)
- (Свитинці)
- Skibińce[10] (Скибинці)
- (Смаржинці)
- Śnieżna (Сніжна)
- Sopin[8] (Сопин)
- (Соснівка)
- Spiczyńce (Спичинці)
- Staniłówka
- Starostince (Старостинці)
- (Степанки)
- Szyrmówka (Ширмівка)
- (Талалаї)
- (Травневе)
- (Васильківці)
- (Веселівка)
- Wyszniwka[11]  (Вишнівка)
- (Задорожнє)
- Zbarażówka[12] (Збаржівка)
- (Жовтневе)